# Мезойонна сполука
Мезойо́нна сполу́ка (рос. мезоионное соединение, англ. mesoionic compound) — диполярна гетероциклічна хімічна сполука з двома й більше гетероатомами в п‘яти- або шестичленному кільці та екзоциклічними гетероатомами, що з'єднані з кільцем, в яких і позитивний і негативний заряди делокалізовані, і для якої не можна написати класичну ковалентну структуру, як і неможливо представити задовільно якою-небудь одною полярною структурою без введення цілочислових зарядів на атомах. Формальний позитивний заряд пов'язують з атомами кільця, а формальний негативний заряд — з атомами кільця або екзоциклічним атомомN чи халькогену. Такі сполуки є підкласом бетаїнів. Приклади:
- мюнхнони:

- сиднони: